# Demeure des Comtes de Champagne
L’hôtel des Comtes de Champagne ou Demeure des Comtes de Champagne, située à Reims, édifiée au XIIIe siècle, de style gothique est située 22 rue de Tambour à Reims. Elle est considérée comme une des plus anciennes de Reims. Ses deux façades, sur cour et sur la rue sont classées. Elle appartient aujourd'hui à la Maison de Champagne Taittinger.

## Histoire
L'hôtel des Comtes de Champagne, située rue de Tambour, est datée du XIIIe siècle. Située au cœur du quartier marchand, la rue de Tambour était l’une des plus actives de la vieille ville. Par ailleurs, à l'époque de la construction de la demeure, la rue de tambour était la seule voie d'accès à la place au drap (actuelle place du forum) car la rue Colbert (percée vers 1772 sous le nom rue royale) n'existait pas. Elle conserve la plus ancienne maison bourgeoise de Reims, dite Hôtel des Comtes de Champagne car elle servait de résidence à Thibaud IV (1201-1253) et plus généralement aux Comtes de Champagne lorsqu’ils venaient à Reims pour le sacre des rois de France. La demeure date du Moyen Âge.
Elle a appartenu à Nicolas Razulet, vicomte de Saulx-Saint-Rémi en 1703, mais en dehors de cette parenthèse elle était une demeure de bourgeois de la ville. Cette demeure fut également "hotellerie" sous la dénomination du Coq Royal. Avant guerre, le rez-de-chaussée du bâtiment était occupée par des boutiques. Elle fut partiellement détruite lors de la Première Guerre mondiale. La Maison de Champagne Taittinger la rachète et la restaure sous la direction du Ministère des Beaux-Arts. Après la Première Guerre mondiale, la Maison de Champagne Taittinger s'installe dans l'hôtel des Comtes de Champagne. La maison est actuellement la propriété de la société de champagne Taittinger et sert lors d'événements culturels.

## Architecture

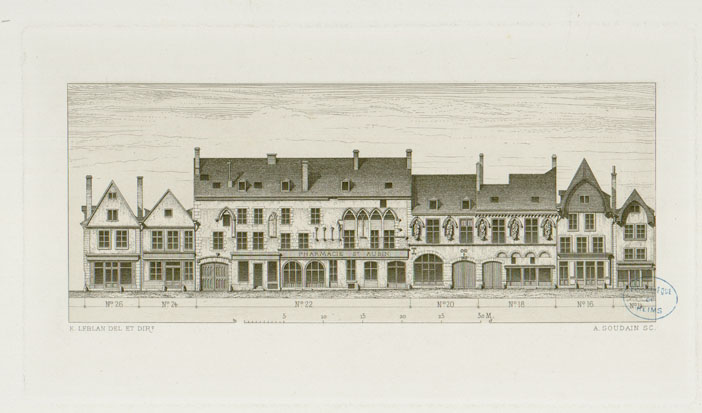
Rue de Tambour, relevé des façades avant les restaurations du no 22 fin XIX et les destructions des no 18 et 20 pendant la Première Guerre mondiale

Au rez-de-chaussée, des baies restituées lors d’une importante restauration après 1918 ont remplacé les boutiques. La façade sur la rue a été classée au titre des monuments historiques en 1923 et celle sur la cour en 1933.

## Cour
Elle est réaménagée avec une partie pavée, derrière la maison des comtes de champagne et un espace de verdure, derrière la maison des ménétriers et communique avec le musée-hôtel Le Vergeur.

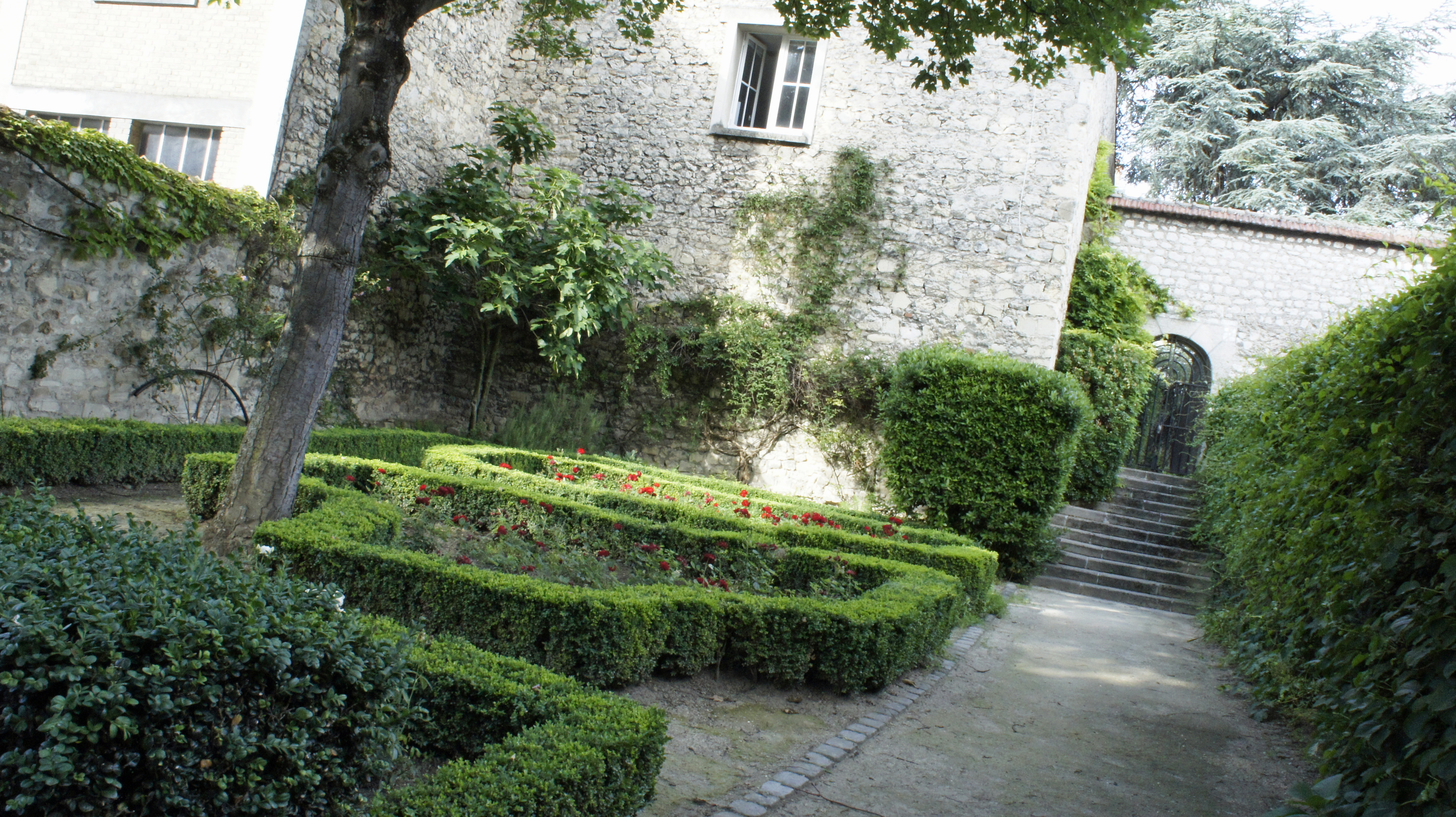
Jardin des no 18 et 20

## Galerie d'images

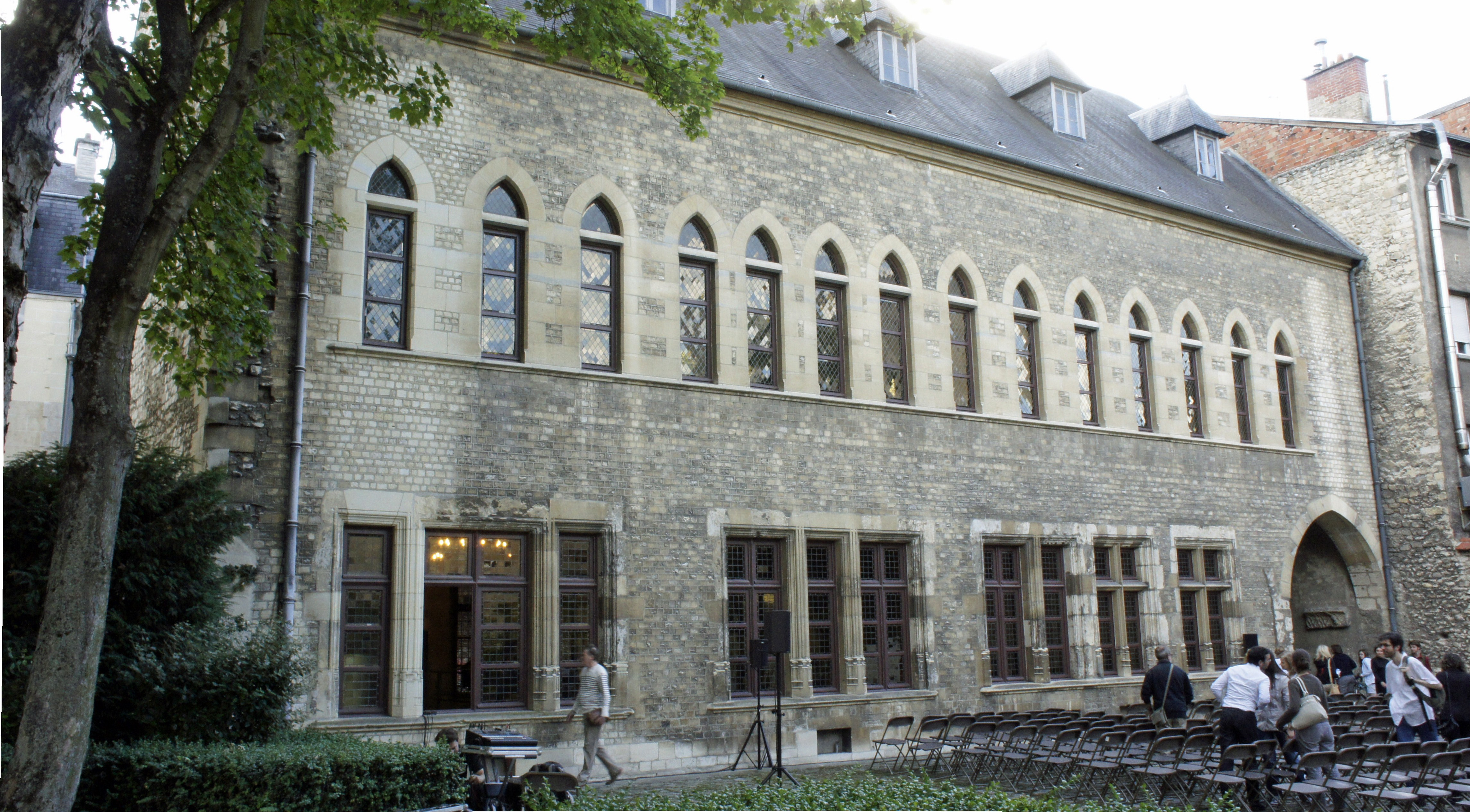
La cour du 22, Le no 20, détruit était derrière l'arbre.
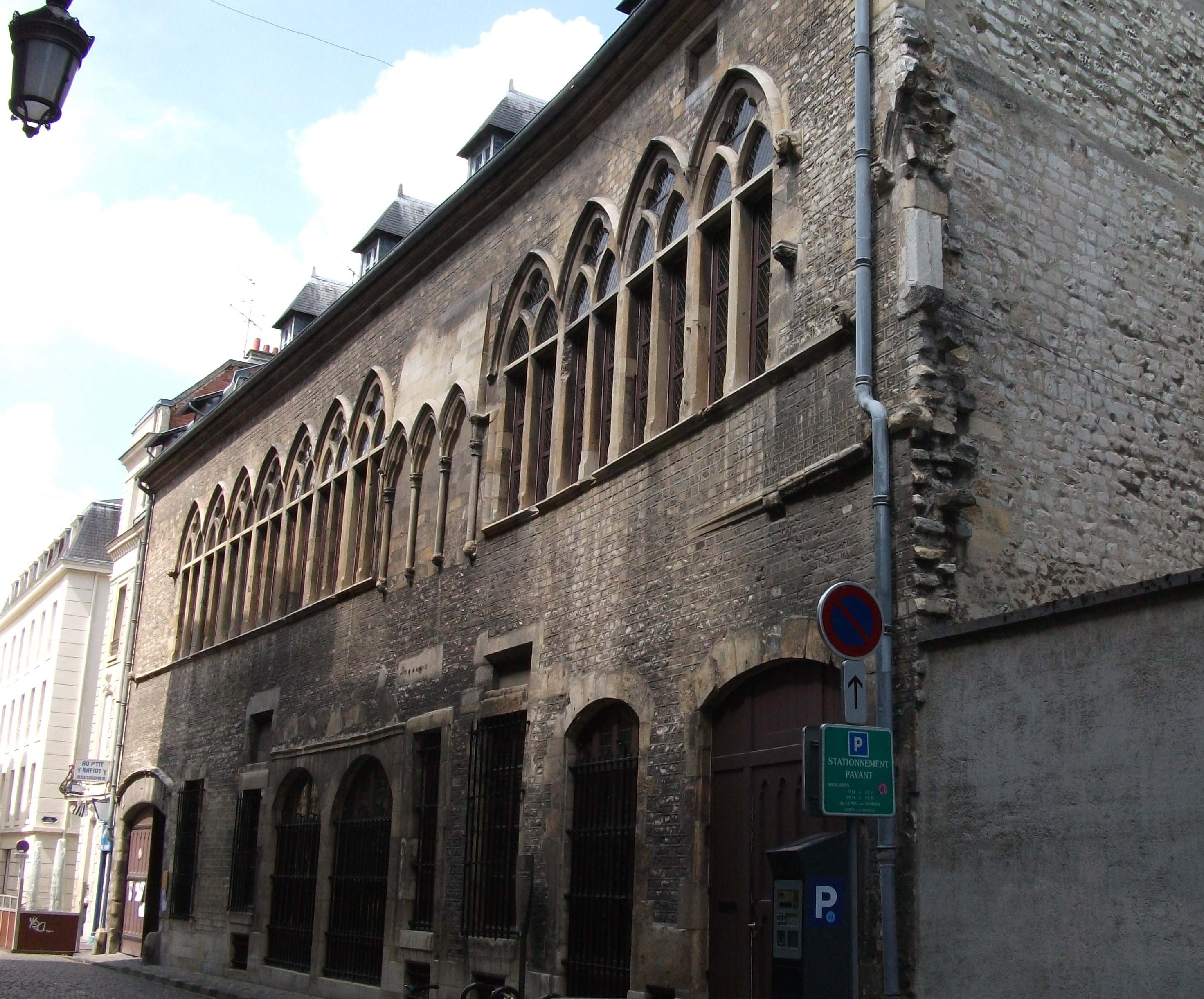
La façade du no 22 le no 20, détruit, était à droite.
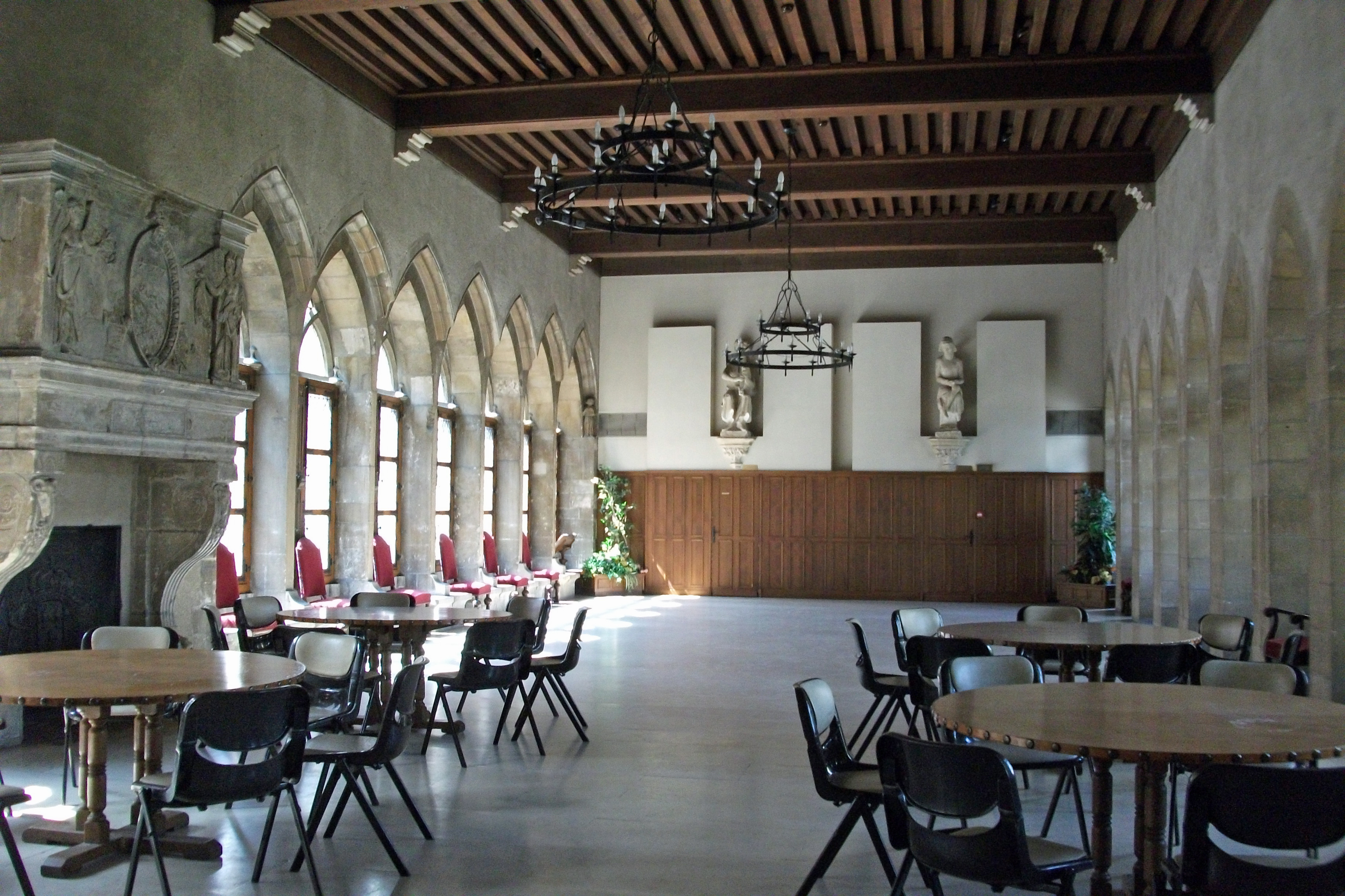
Le premier étage, cheminée et statues de la maison des comtes de Champagne,
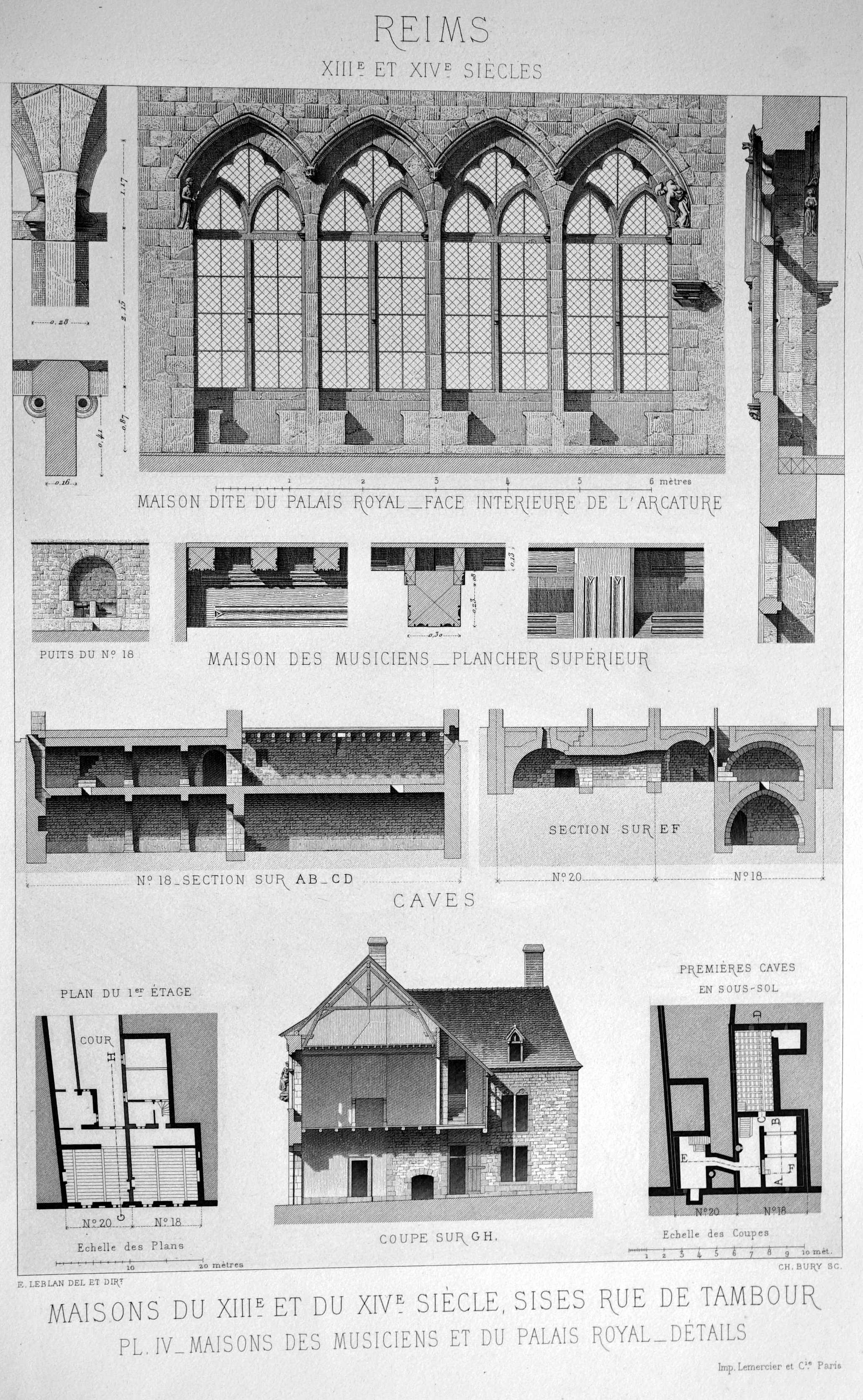
par Eugène Leblan an 1883.
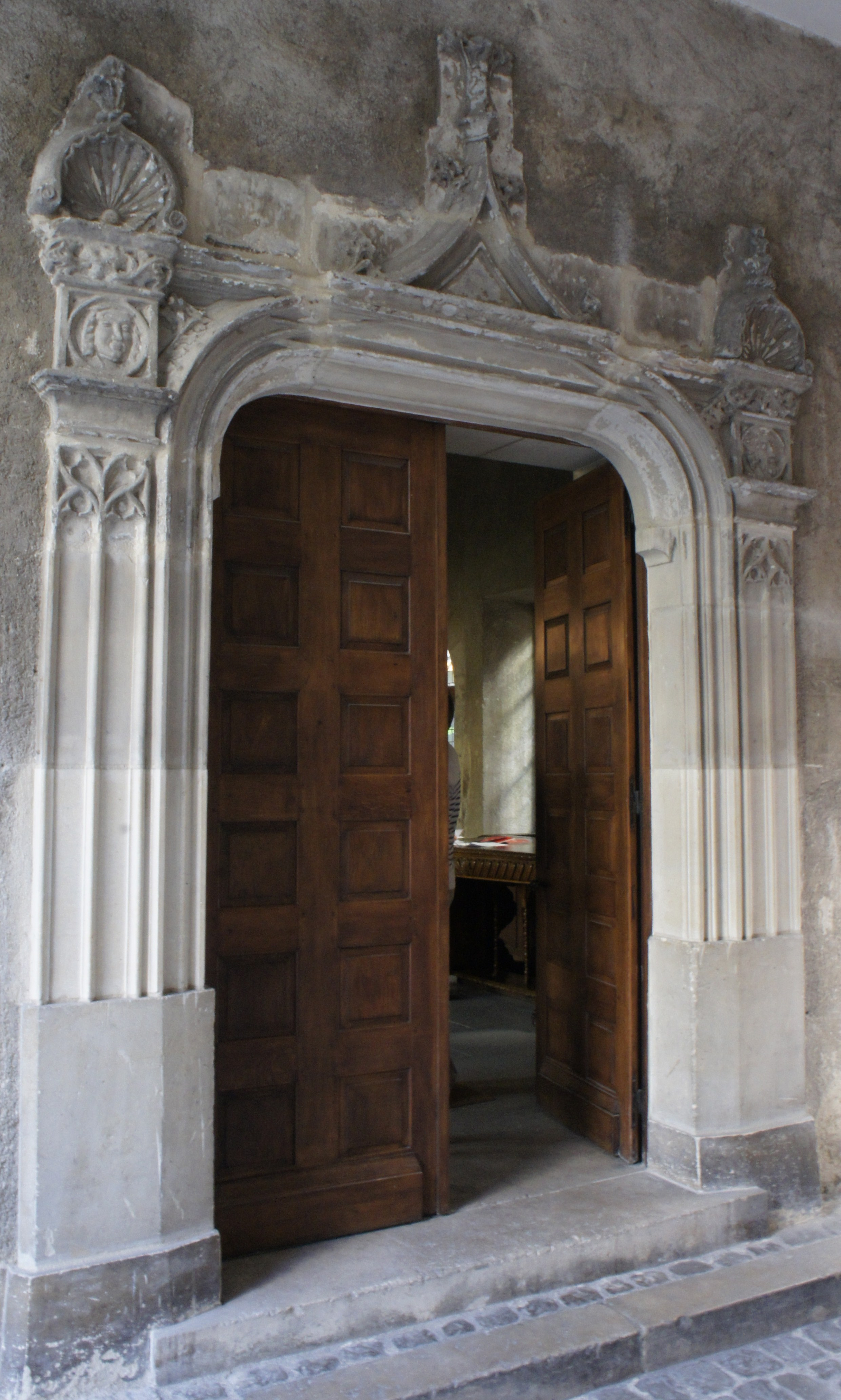
L'entrée principale sous la porte cochère.
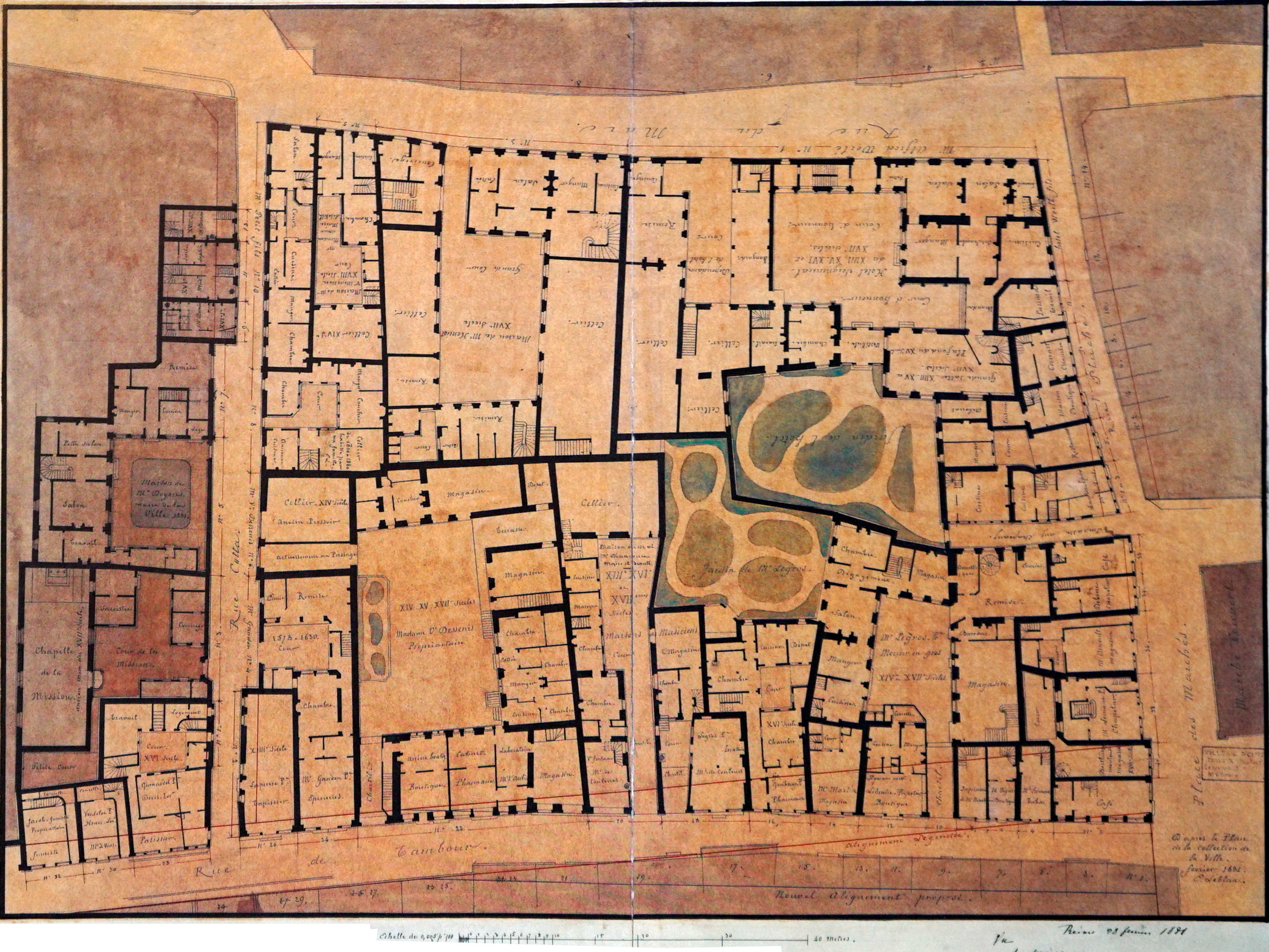
L'emprise de la demeure en 1882 sur un plan du pâté de maisons.